# دير الدمح (الحديدة)

تعديل مصدري - تعديل

دير الدمح هي إحدى قرى مديرية باجل، التابعة لمحافظة الحديدة اليمنية، بلغ تعداد سكانها 500 نسمة حسب الإحصاء الذي أجري عام 2004.